# Kissology Volume One: 1974–1977
Kissology Volume One: 1974-1977 es un DVD publicado por la banda de hard rock Kiss el 31 de octubre de 2006. La versión original contiene dos discos. Las impresiones iniciales del mismo contenían un disco bonus. También se incluye con el conjunto del DVD un folleto a color de 20 páginas con comentarios sobre cada sección del DVD. Algunas versiones de este disco contienen una réplica del pase de backstage de la gira Kiss 'Spring Tour '75.
Como esfuerzo promocional para Kissology Volume One, National CineMedia presentó una proyección de una noche de partes seleccionadas del DVD en un número limitado de salas de cine el 26 de octubre de 2006. La proyección comenzaba con una entrevista introductoria con Gene Simmons y Paul Stanley, incluía el documental del viaje de Kiss de 1975 a Cadillac, Michigan y un concierto en el Cobo Arena de 1976 (ambos del Disco 1). El set fue certificado multiplatino por la RIAA en los Estados Unidos.

## Lista de canciones

### Disco 1
- Long Beach Auditorium, Long Beach, CA (17 de febrero de 1974)

1. "Acrobat"

- ABC's In Concert (21 de febrero de 1974)

1. "Nothin' to Lose"
2. "Firehouse"
3. "Black Diamond"

- The Mike Douglas Show (29 de abril de 1974)

1. Entrevista con Gene Simmons
2. "Firehouse"

- Winterland Ballroom, San Francisco, CA (31 de enero de 1975 – Hotter than Hell Tour)

1. "Deuce"
2. "Strutter"
3. "Got to Choose"
4. "Hotter than Hell"
5. "Firehouse"
6. "Watchin' You"
7. "Nothin' to Lose"
8. "Parasite"
9. "100,000 Years"
10. "Stanley's Solo + Black Diamond"
11. "Cold Gin"
12. "Let Me Go, Rock 'n' Roll"(Incompleta)

- The Midnight Special (1 de abril de 1975)

1. "She"
2. "Black Diamond"

- Vídeos promocionales de Alive! (1975)

1. "C'mon and Love Me"
2. "Rock and Roll All Nite"

- Documental: Cadillac, Michigan (octubre de 1975)
- Cobo Hall, Detroit, MI (26 de enero de 1976 – Alive! Tour)

1. "Deuce"
2. "Strutter"
3. "C'mon and Love Me"
4. "Hotter than Hell"
5. "Firehouse"
6. "She"
7. "Parasite"
8. "Nothin' to Lose"
9. "100,000 Years"
10. "Black Diamond"
11. "Cold Gin"
12. "Rock and Roll All Nite"
13. "Let Me Go, Rock 'n' Roll"

- EASTER EGG: Deuce Live at Coventry (1973)

### Disco 2
- So It Goes

1. Interview
2. "Black Diamond" (parcial)

- The Paul Lynde Halloween Special (31 de octubre de 1976)

1. Interview
2. "King of the Night Time World"

- Budokan Hall, Tokio, Japón (2 de abril de 1977 – Rock & Roll Over Tour)

1. "Detroit Rock City"
2. "Take Me"
3. "Let Me Go, Rock 'n' Roll"
4. "Ladies Room"
5. "Firehouse"
6. "Makin' Love"
7. "I Want You"
8. "Cold Gin"
9. "Do You Love Me"
10. "Nothin' to Lose"
11. "God of Thunder"
12. "Rock And Roll All Nite"
13. "Shout It Out Loud "
14. "Beth"
15. "Black Diamond"

- Don Kirshner's Rock Concert (28 de mayo de 1977)

1. "I Want You"
2. "Hard Luck Woman"
3. "Love 'Em And Leave 'Em"

- The Summit, Houston, TX (2 de septiembre de 1977 – Love Gun Tour)

1. "I Stole Your Love"
2. "Take Me"
3. "Ladies Room"
4. "Firehouse"
5. "Love Gun"
6. "Hooligan"
7. "Makin' Love"
8. "Christine Sixteen"
9. "Shock Me"
10. "I Want You"
11. "Calling Dr. Love"
12. "Shout It Out Loud"
13. "God of Thunder"
14. "Rock and Roll All Nite"
15. "Detroit Rock City"
16. "Beth"
17. "Black Diamond"

- EASTER EGG: Ace Frehley Wedding Performance (1976)

### Disco bonus (Best Buy)
Cobo Hall, Detroit, MI (25 de enero de 1976 – Alive! Tour)
1. "Deuce"
2. "Strutter"
3. "C'mon and Love Me"
4. "Hotter than Hell"
5. "Firehouse"
6. "She"
7. "Ladies in Waiting"
8. "Nothin' to Lose"
9. "100,000 Years"
10. "Black Diamond"

### Disco bonus (Amazon)
Madison Square Garden, Nueva York (18 de febrero de 1977 – Rock & Roll Over Tour)
1. "Detroit Rock City"
2. "Take Me"
3. "Let Me Go, Rock 'N Roll"
4. "Firehouse"
5. "Nothin' To Lose"
6. "Shout It Out Loud"
7. "Black Diamond"

### Disco bonus (Wal-Mart)
Capitol Centre, Largo, MD (20 de diciembre de 1977 – Alive II Tour)
1. "I Stole Your Love"
2. "Ladies Room"
3. "Firehouse"
4. "Love Gun"
5. "Makin' Love"
6. "Christine Sixteen"
7. "I Want You"
8. "Calling Dr. Love"
9. "Shout It Out Loud"
10. "God of Thunder"
11. "Rock and Roll All Nite"
12. "Black Diamond"